# Gospodin Verdoux
Gospodin Verdoux (eng. Monsieur Verdoux) je film  Charlesa Chaplina iz 1947.

## Radnja
Film govori o nezaposlenom bankaru, Henriju Verdouxu i njegovim sociopatskim metodama zgrtanja novca. Iako odan i sposoban u poslu, Verdoux je otpušten. Kako bi priskrbio novac za svoju suprugu i dijete, ženi se s imućnim udovicama nakon čega ih ubija. Njegovi planovi se ruše nakon što dvije udovice naruše njegovu normalnu rutinu. Film završava s Verdouxom kojeg odvode na giljotinu u dvorištu zatvora nakon što se na suđenju branio riječima kako njegova djela nisu ništa gora od onih koje svakodnevno izvršavaju biznismeni i vojnici.

## Produkcija
Scenarij za ovaj film, kojeg je originalno napisao Orson Welles, bio je inspiriran slučajem serijskog ubojice Henrija Desirea Landrua. Welles je namjeravao snimiti film s Chaplinom u glavnoj ulozi, ali Chaplin je odustao u zadnji tren, rekavši kako nikad nije radio pod redateljem te da ne misli ni početi. Umjesto toga, Chaplin je otkupio scenarij od Wellesa i prepravio neke dijelove, potpisavši Wellesa samo za ideju. Premisa filma je ta da je "ubojstvo logičan nastavak  kapitalizma". Glavni junak ubija kako bi stekao novac i zbog toga on nije (u svojim očima) ubojica.
Druga priča kaže kako je Welles htio snimiti film s Chaplinom u glavnoj ulozi, ali scenarij nije bio napisan. Chaplin se, odlučivši da ne želi napisati scenarij s Wellesom, isključio, rekavši "Ako još nije napisan, nisam zainetersiran." Osim toga, Welles je inzistirao da ga se potpiše kao idejnog začetnika za Verdouxa ako on tako odluči nakon što pogleda film.
U Gospodinu Verdouxu, netipično za Chaplinove filmove, nastupaju neki poznati holivudski glumci, kao što su Martha Raye, William Frawley i Fritz Leiber. Kružile su glasine da se bivša Chaplinova glavna glumica Edna Purviance pojavila u maloj cameo ulozi. Chaplinov biograf David Robinson napisao je da se Purviance kratko vratila u Chaplin Studios i pripremala se za malu ulogu u filmu, ali se ipak nije pojavila ispred kamere.

## Kritike
U filmu se ne pojavljuje Chaplinov slavni "Skitnica" pa je film slabo primljen u Americi nakon premijere. Veći uspjeh je postigao u Europi. Film se sa svojim mračnim temama nije uklapao u američku politički i kulturnu klimu tog vremena, a Chaplinova popularnost i javni imidž su pretrpjeli velike štete nakon nekoliko skandala i političkih kontroverzi prije premijere.
Na promociji filma se Chaplin suočio s neobično neprijateljski raspoloženim novinarima, a neki su ga i bojkotirali. Mračni humor, toliko različit od Chaplinove uobičajene sentimentalnosti, vjerojatno bolje prolazi danas. Unatoč slabim kritikama i komercijalnom neuspjehu, film je 1948. nominiran za Oscara za najbolji originalni scenarij.

## Vanjske poveznice
- Gospodin Verdoux u internetskoj bazi filmova IMDb-a